# Voorne aan Zee
Voorne aan Zee ist eine Gemeinde in der niederländischen Provinz Zuid-Holland, die zum 1. Januar 2023 durch den Zusammenschluss der Gemeinden Brielle, Hellevoetsluis und Westvoorne entstand.

## Geografie

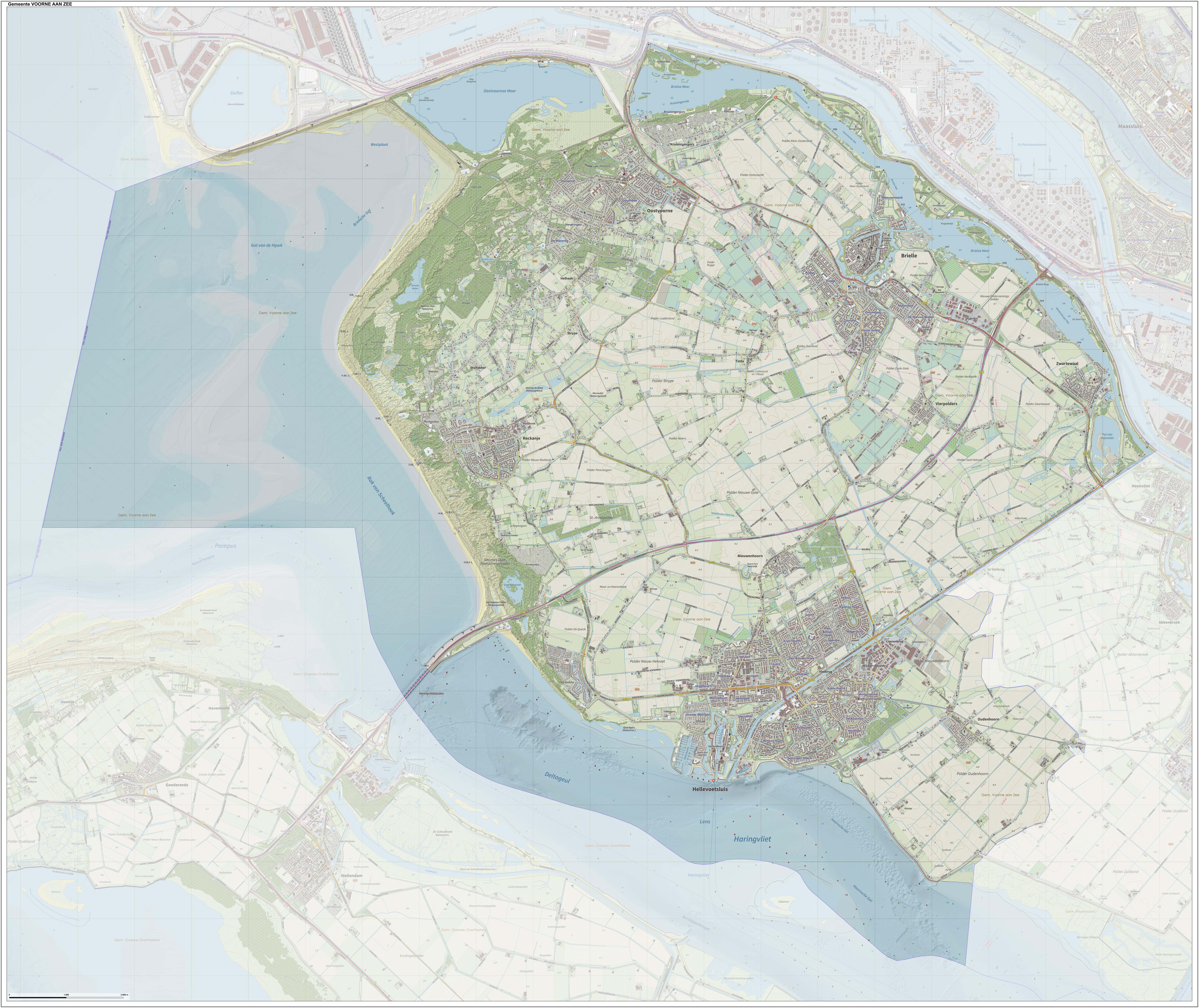
Topografische Karte der Gemeinde

Die Gemeinde Voorne aan Zee liegt auf der Insel Voorne-Putten im Rhein-Maas-Delta. Im Norden wird das Gemeindegebiet durch den Rotterdamer Hafen mit den Hafengebieten Maasvlakte sowie Europoort begrenzt. Östlich von Voorne aan Zee schließt sich die Gemeinde Nissewaard an. Der Haringvliet und die Nordsee grenzen im Süden bzw. Westen an Voorne aan Zee. Die Gemeinde wird vom Kanaal door Voorne durchkreuzt, der von Hellevoetsluis nach Heenvliet verläuft.

### Ortsteile
Zur Gemeinde gehören folgende Ortsteile:
| Ortsteil       | Einwohner (Stand: 1. Jan. 2024) |
| -------------- | ------------------------------- |
| Brielle        | 14.155                          |
| Hellevoetsluis | 39.925                          |
| Oostvoorne     | 8.395                           |
| Oudenhoorn     | 1.440                           |
| Rockanje       | 6.605                           |
| Vierpolders    | 1.865                           |
| Zwartewaal     | 1.910                           |
| Gemeinde       | 74.295                          |

### Nachbargemeinden
|  | Rotterdam                                   |            |
|  | Kompassrose, die auf Nachbargemeinden zeigt | Nissewaard |
|  | Goeree-Overflakkee                          |            |

## Politik
Die neu gegründete Lokalpartei Inwonersbelang Voorne, die bereits vor der Gemeindegründung durch verschiedene Wahllisten in den Gemeinden Brielle, Hellevoetsluis und Westvoorne aktiven gewesen war, konnte die erste Kommunalwahl am 23. November 2022 mit rund 29 Prozent aller Stimmen für sich entscheiden. Mit elf Ratssitzen bildet die Partei fortan die größte Ratsfraktion.

### Gemeinderat
| Kommunalwahl am 23. November 2022 %3020100 28,7616,2810,847,637,417,297,016,344,334,11 IBVaVVDGL-PvdACDAPVaZeBVNLONSgD66FvDVVjAnmerkungen:a Inwonersbelang Voornee Partij Voorne aan Zeeg ONS Briellej Vrij Voorne | Insgesamt 35 Sitze - GL-PvdA: 4 - D66: 2 - PVaZ: 3 - IBV: 11 - ONS: 2 - VV: 1 - CDA: 3 - VVD: 6 - BVNL: 2 - FvD: 1 |

Seit der Gemeindegründung bildet sich der Gemeinderat von Voorne aan Zee wie folgt:
| Partei                  | Sitze |
| Partei                  | 2022  |
| ----------------------- | ----- |
| Inwonersbelang Voorne a | 11    |
| VVD                     | 6     |
| GroenLinks              | 4     |
| PvdA                    | 4     |
| CDA                     | 3     |
| Partij Voorne aan Zee   | 3     |
| BVNL                    | 2     |
| ONS Brielle             | 2     |
| D66                     | 2     |
| FvD                     | 1     |
| Vrij Voorne             | 1     |
| Gesamt                  | 35    |

Anmerkungen

### Bürgermeister
Die Bürgermeister der Gemeinden Brielle, Hellevoetsluis und Westvoorne hatten ihre Ämter bis zum 1. Januar 2023 inne. Anschließend übernahm der Sozialdemokrat Peter Rehwinkel von der Partij van de Arbeid die Amtsgeschäfte als Bürgermeister von Voorne aan Zee zunächst kommissarisch. Seit dem 11. Juli 2024 ist Arno Scheepers der Volkspartij voor Vrijheid en Democratie der erste offizielle Bürgermeister der Gemeinde.

### Gemeindesitz
Der Sitz der Gemeinde Voorne aan Zee befindet sich seit der Gemeindegründung in Hellevoetsluis. Im Ratssaal des dortigen Rathauses tagt zudem der Gemeinderat von Voorne aan Zee, der aus 35 Mitgliedern besteht.

## Sehenswürdigkeiten
- Sint Catharijnekerk (Brielle)
- Sint Jacobskerk (Brielle)
- Haringvlietdam
- Dorpskerk Oostvoorne
- Kastell Oostvoorne
- Huis Overburgh, Oostvoorne
- Protestantse Kerk (Oudenhoorn)
- Dorpskerk Rockanje